# Міннесота Твінз

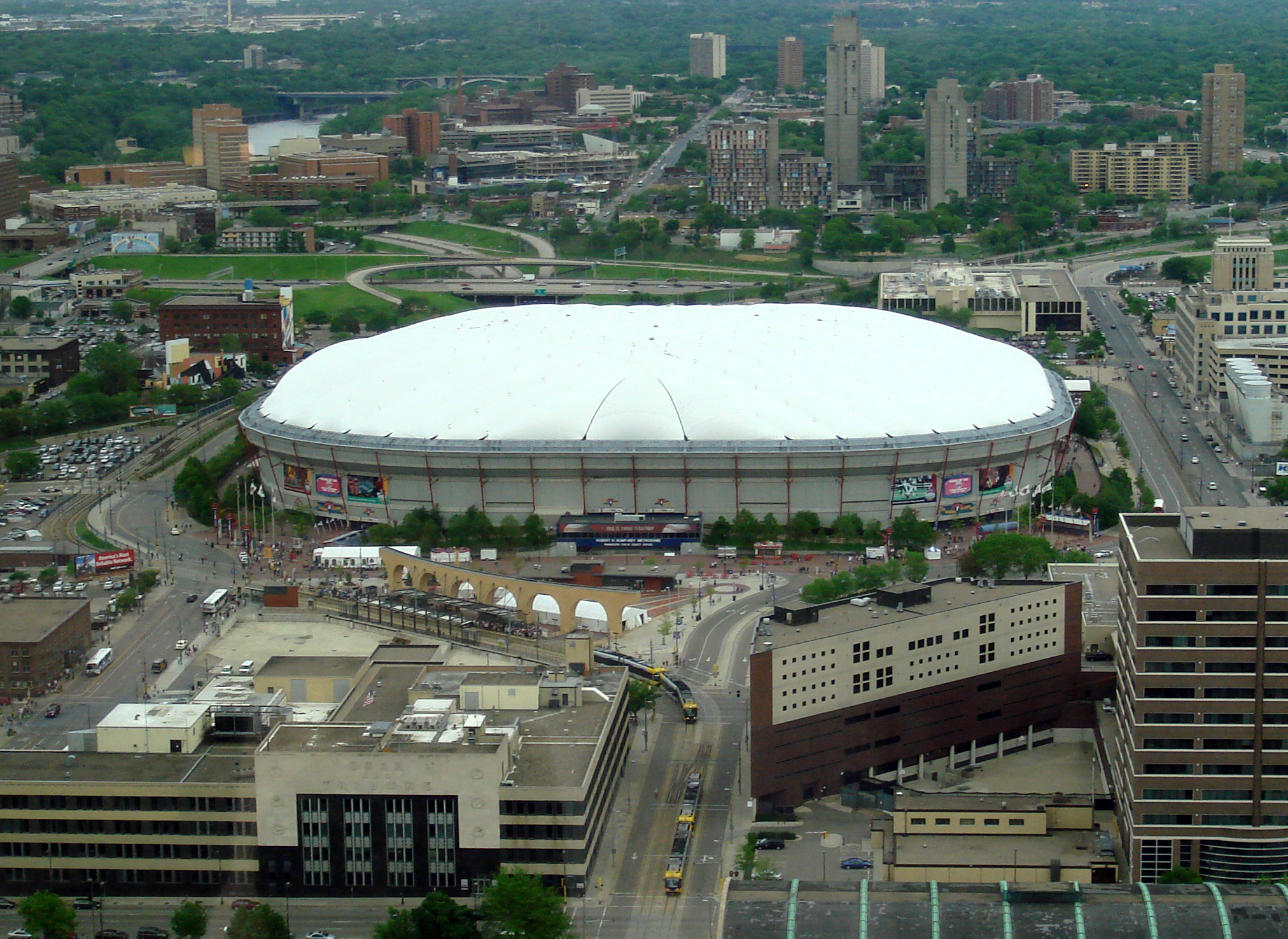
Метродоам ім.Гюберт Г. Гомпфрей

Міннесота Твинс (англ. Minnesota Twins) — професійна бейсбольна команда міста Міннеаполіс у штаті Міннесота.  Команда — член  Центрального дивізіону, Американської бейсбольної ліги, Головної бейсбольної ліги.
Команда заснована у 1901 в місті Вашингтон, Округ Колумбія, (столиції США) нід назвою  « Вашингтон Національнас » (англ. Washington Nationals) і « Вашингтон Сенаторс » (англ. Washington Senators).  У 1961 вони переїхали до міста Міннеаполіс.
Домашнє поле для Міннесота Твинс є Метродоам ім.Гюберт Г. Гомпфрей.
Твинс виграли Світову серію чемпіонату Головної бейсбольної ліги у 1924,  1987, і 1991  роках.